# Лідія Джейн Робертс
Лідія Джейн Робертс (англ. Lydia Jane Roberts; 1879—1965) — американська науковиця-дієтологиня, піонерка дієтичного харчування в дитячому віці, розробниця державних стандартів харчування, таких як рекомендовані дієтичні добавки (RDA) мінералів і вітамінів. Навчалася і викладала в Університеті Чикаго, де захистила докторську дисертацію (1928) і завідувала кафедрою (з 1930).

## Життєпис
Лідія Джейн Робертс народилася 30 червня 1879 року в місті Гоуп, графство Баррі, штат Мічиган, в родині теслі Воррена і Мері (Маккіббін) Робертс. Була однією з чотирьох дітей. Сім'я переїхала до Мартіан, штат Мічиган, невдовзі після її народження.
Робертс навчалася в початковій і середній школі в Мартині, штат Мічиган. Закінчила річний курс в Mt. Pleasant Normal School в 1899 році й отримала сертифікат, що дозволяв їй викладати в будь-якій початковій школі штату Мічиган. У 1915 році вступила до Чиказького університету, де здобула вищу економічну освіту під керівництвом відомої біохімікині Катарін Блант.
28 травня 1965 року Робертс померла у Ріо-Піедрас внаслідок розриву черевної аневризми. Похована на кладовищі Східного Мартіна в Мартіні, штат Мічиган.

## Кар'єра
Після отримання диплома з житлової економіки в 1917 році Робертс працювала доценткою у Чиказькому університеті. Професорувала на кафедрі житлової економіки з 1930 року. Також працювала в комітеті для створення рекомендованої добової норми. В 1944 Робертс залишила Чиказький університет і стала професоркою і очільницею університету Пуерто-Рико, де працювала з 1946 по 1952 рік. Після виходу на пенсію Робертс продовжувала брати активну участь в ініціативах, спрямованих на поліпшення харчування для сімей Пуерто-Рико.

## Досягнення
Дідія Джейн Робертс була лідеркою у розробці першого набору АРР або рекомендованих добових норм. Робертс володіла знаннями та досвідом для створення науково обґрунтованого набору АРР. Її підхід до керівництва описувався як демократичний. Робертс була членкинею комітету Національної дослідницької ради з питань харчування. Вона працювала в трьох комітетах конференції Білого дому з питань охорони та захисту дитини. Також була членкинею Ради Американської медичної асоціації з питань харчування та дієтичних добавок. Протягом усієї своєї кар'єри головна робота Робертс була спрямована на покращення харчування дітей та сімей, які потребують допомоги.
Визнана експертка в галузі харчування, в 1938 Робертс отримала премію Borden Асоціації житлової економіки, а в 1952 році — Marjorie Hulsizer Copher Award Американської асоціації дієтологів, а в 1957 році за роботу з харчування дітей удостоєна Marshall Field Award.
Лідія Робертс є авторкою багатьох книг з питань харчування. «Робота з дітьми», яка стала її дисертацією, опублікована в 1928 році як підручник, орієнтований на харчові потреби дітей.
Інші книги Робертс: Дорога до хорошого харчування (1942), Візерунки життя сімей в Пуерто — Рико (1949), і The Dona Elena Project: Better Living Програма в ізольованій сільській місцевості спільноти (1963).